# حسینیه هیئت محبان حسین
حسینیه هیئت محبان حسین مربوط به دوره قاجار است و در کرمانشاه، خیابان مدرس، محله فیض‌آباد، گذر جلوخان، کوچه مجیدزارع، پلاک ۱۴ واقع شده و این اثر در تاریخ ۲۲ آذر ۱۳۷۷ با شمارهٔ ثبت ۲۱۷۶ به‌عنوان یکی از آثار ملی ایران به ثبت رسیده است.